# Ligne primitive

Formation de la ligne primitive

La ligne primitive apparaît lors de la gastrulation. Il s'agit d'un épaississement cellulaire se formant sur la face dorsale du disque embryonnaire, s'étendant sur les deux tiers de sa longueur. Cette ligne détermine l'axe longitudinal de l'embryon. Les cellules s'enfoncent au niveau de la ligne primitive pour former les trois couches cellulaires desquelles dériveront tous les organes : l'endoderme, le mésoderme et l'ectoderme. Le mésoderme se formera directement sous la ligne primitive en avant du Nœud de Hensen de part et d'autre d'un tube, l'axe organisateur, appelé notochorde.